# إدوارد ميغيل
إدوارد ميغيل (بالإنجليزية: Edward Miguel) هو اقتصادي أمريكي، ولد في 1974.